# Phân kỳ Kullback–Leibler
Trong toán học thống kê, phân kỳ Kullback–Leibler (hay còn gọi là khoảng cách Kullback–Leibler, entropy tương đối) là một phép đo cách một phân phối xác suất khác biệt so với cái còn lại, phân phối xác suất tham chiếu. Các ứng dụng chứa đặc tính entropy thông tin quan hệ  trong các hệ thống thông tin, ngẫu nhiên theo chuỗi thời gian liên tục, và thông tin đạt được khi so sánh các mô hình thống kê suy luận. Tương phản với sự thay đổi thông tin, phân kỳ Kullback–Leibler là một phép đo bất đối xứng phân phối thông minh và vì vậy không đủ điều kiện là một metric thống kê có tính lây lan. Trong trường hợp đơn giản, một phân kỳ Kullback–Leibler có giá trị 0 chỉ ra rằng hai phân phối là giống nhau. Nói cách đơn giản, phân kỳ Kullback–Leibler là một phép đo sự ngạc nhiên, với nhiều ứng dụng khác nhau như thống kê ứng dụng, cơ học chất lưu, khoa học thần kinh và học máy.